# Antoni Brodowski
Pour les articles homonymes, voir Brodowski.
Antoni Stanisław Brodowski, né le 26 décembre 1784 à Varsovie et mort le 31 mars 1832 à Varsovie, est un artiste peintre polonais de style classique.

## Biographie

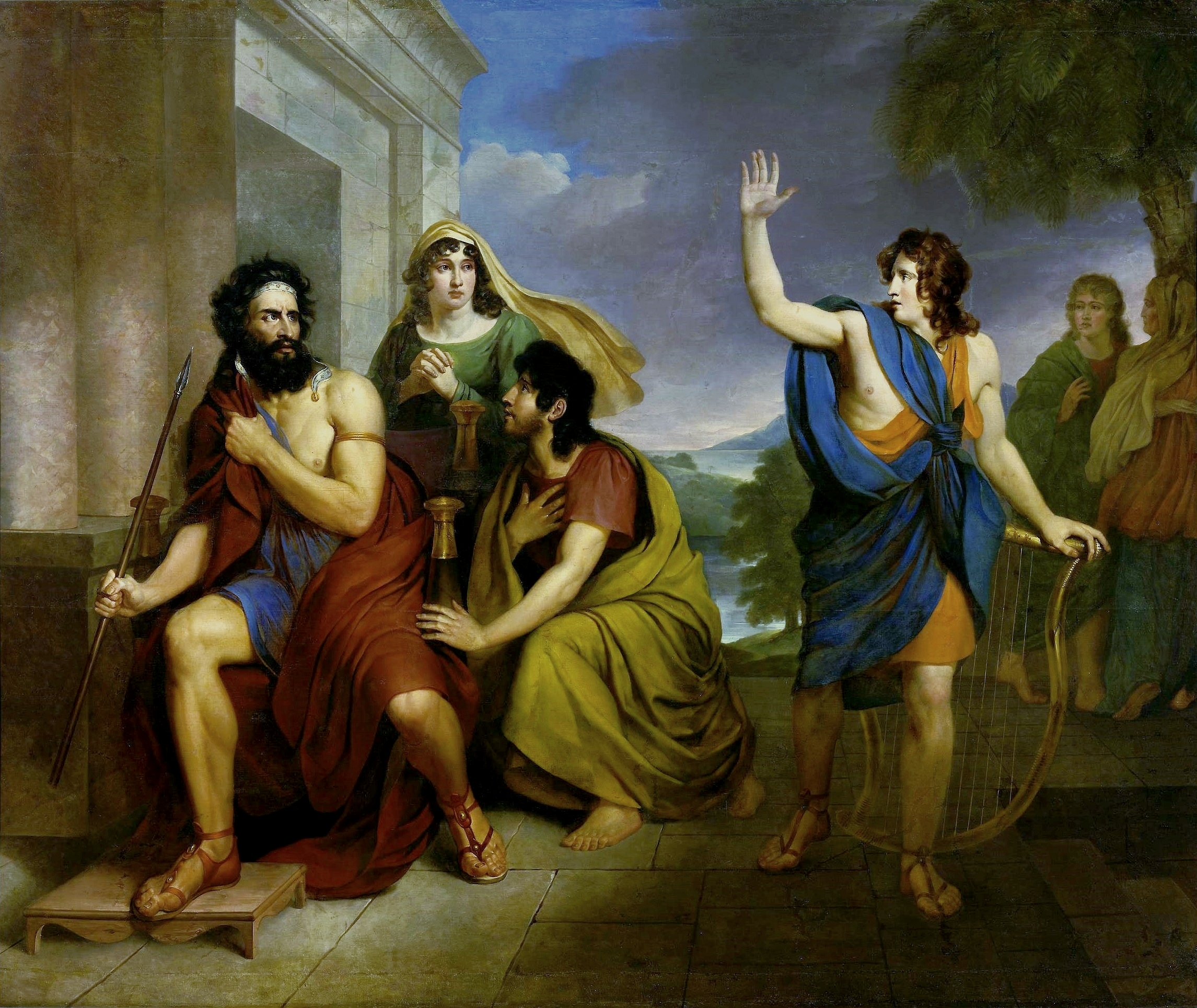
La colère de Saul contre David.

Selon la volonté exprimée par son père, il a commencé par étudier les mathématiques. Il a également étudié l'art et ses premières leçons étaient avec Marcello Bacciarelli. De 1805 à 1808, il a vécu à Paris, il a été le tuteur des enfants de Tadeusz Mostowski, politicien et écrivain, tout en étudiant avec le miniaturiste, Jean-Baptiste Jacques Augustin. Quand il est retourné à Varsovie, il a travaillé comme commis au Ministère de la Justice.
Il revint à Paris en 1809 sur les allocations gouvernementales; prenant quelques leçons avec Jacques-Louis David.

## Une sélection des peintures

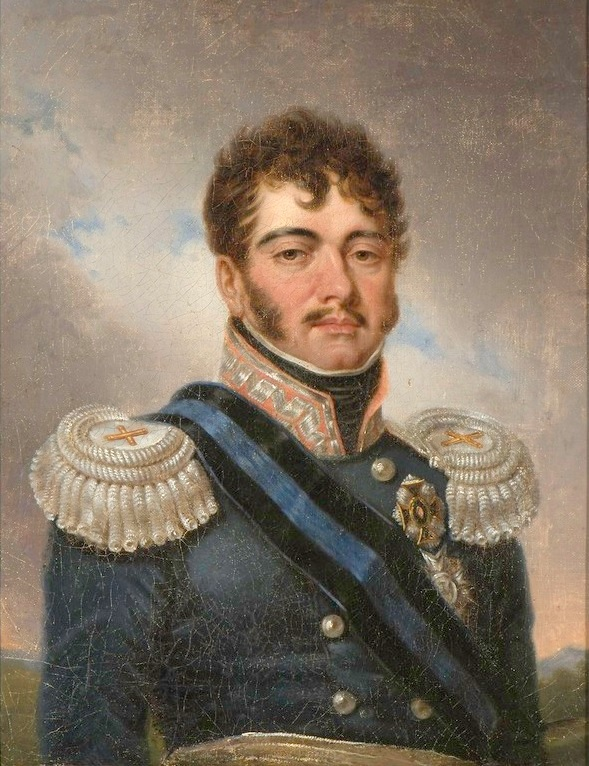
Józef Poniatowski
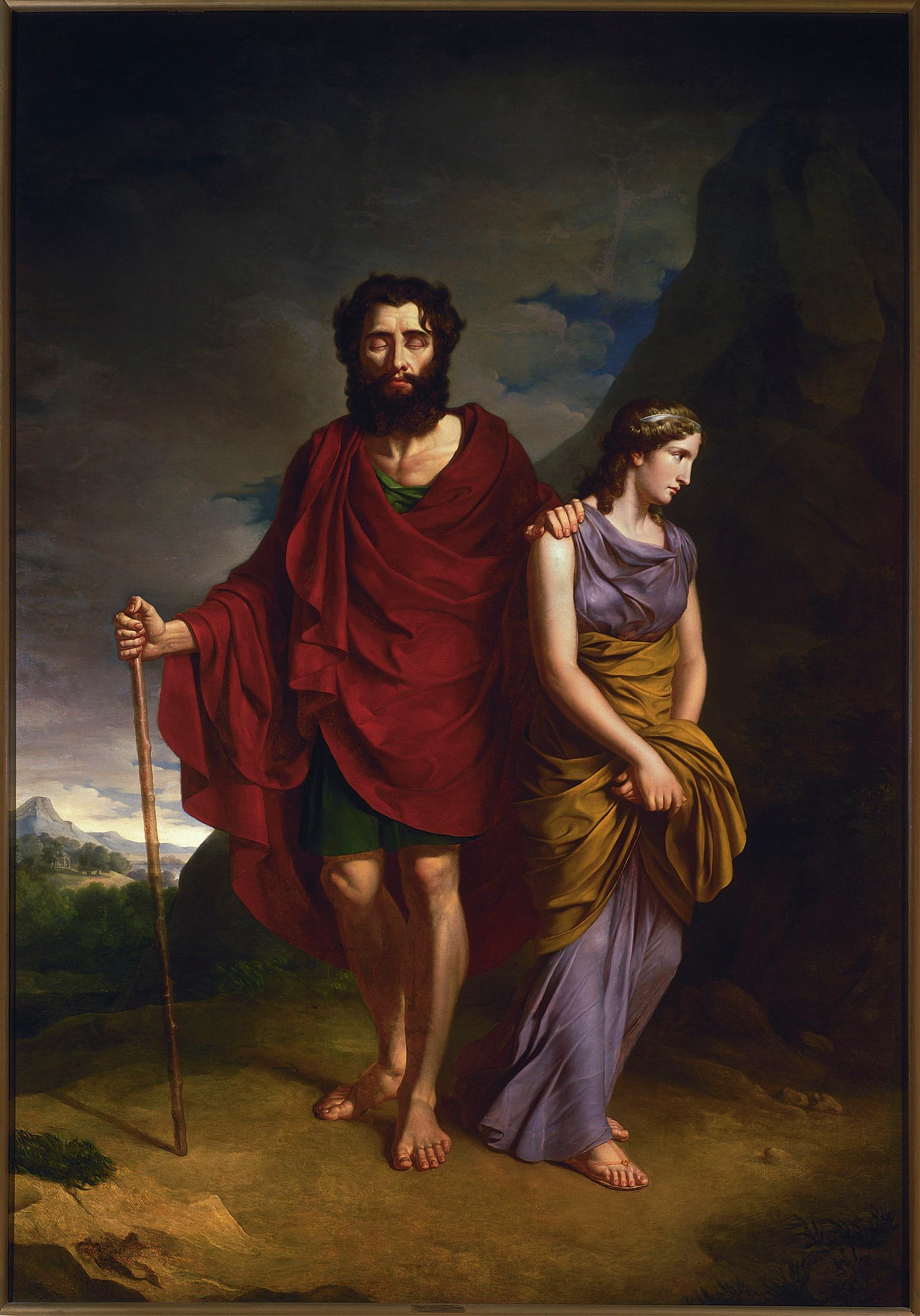
Œdipe et Antigone
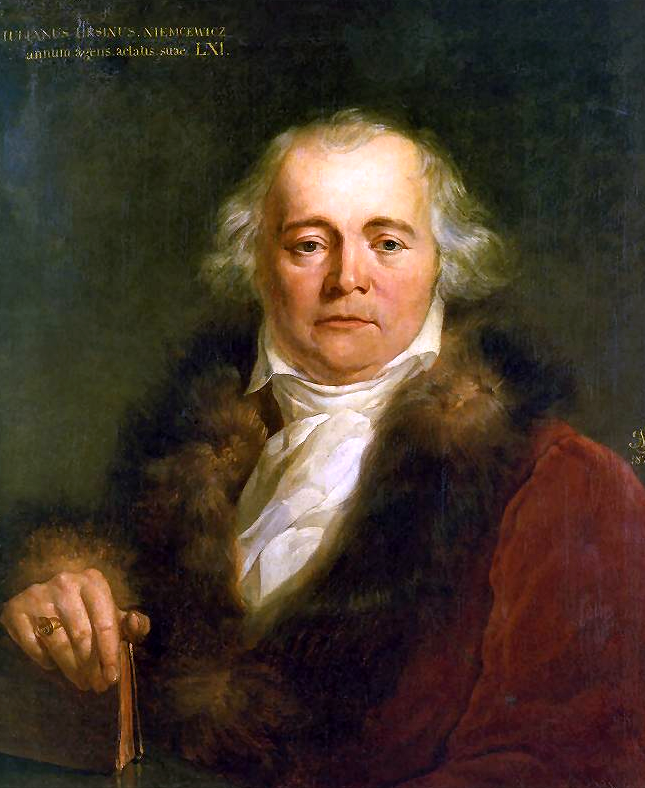
Julian Ursyn Niemcewicz
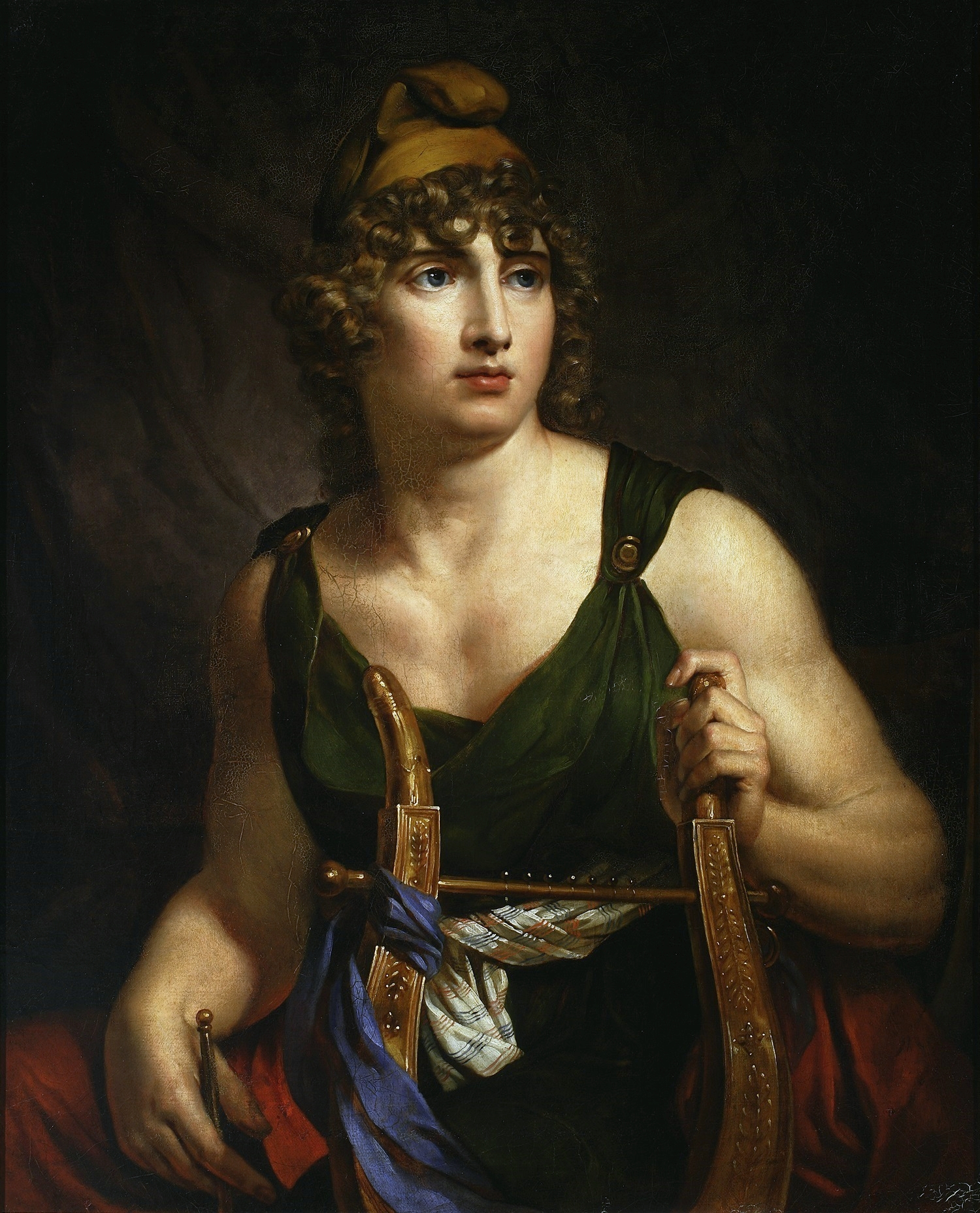
Pâris au bonnet phrygien